# Соловйов Тимофій Ігорович
Тимофій Ігорович Соловйов (24 вересня 1999, Кіровоградська область, м. Бобринець) — український підприємець, волонтер, засновник і керівник компанії RC STORE з виробництва та продажу FPV квадрокоптерів, готових RC моделей та супутніх товарів. Тимофій Соловйов почав займатися FPV-дронами ще до повномасштабного вторгнення та тестував їх із українськими військовими. Відомий також як виконавець під іменем TIMA.

## Біографія
Тимофій Соловйов народився 24 вересня 1999 року у місті Бобринець, Кіровоградської області. З 14 років почав займатися програмуванням, а з 15 — зацікавився авіамоделюванням, що згодом переросло у власну справу.
У 2016 році заснував компанію RC STORE, що спеціалізується на імпорті та продажі квадрокоптерів та БПЛА. З того ж року співпрацює з волонтерами та військовослужбовцями, які брали участь в бойових діях на Сході в зоні АТО, а потім ООС. У виробництво FPV-дронів в Україні, зокрема карбонових рам та інших комплектуючих, Соловйов інвестував 1.5 млн грн.
У 2017 Соловйов отримав статус офіційного дилера DJI дронів в Україні.
Впроваджував дрони AUTEL, однак цей напрямок не приніс очікуваних результатів, проте під час повномасштабного вторгнення вони замінили дрони, які представляли загрозу для українських пілотів через можливість їх відстеження ворогом.
Відіграв ключову роль у впровадженні FPV дронів в Україні, під час активного поширення іх в Америці, Тимофій вирішив реалізувати їх і в Україні, уклав контракти з найвідомішими виробниками, такими як BETAFPV, GEPRC, та інші, їх готові тренувальні набори спростили старт бажаючим початківцям та створили велику популярність і ажіотаж через відеоогляди на YouTube.
З початку великої війни Росії проти України, Тимофій Соловйов спільно з волонтерами передав на потреби ЗСУ понад 500 квадрокоптерів.
З початку 2023 року Тимофій працював над тренувальними дронами для військових які стали важливим інструментом для навчання операторів FPV дронів у воєнних школах, таких як Боривітер, Victory Drones, Global Drone.
Про діяльність Соловйова та його компанії FPV-дронів RC Store розповідали великі українські телеканали, зокрема ICTV та Інтер.
Станом на 2024 рік Соловйов розробляє свої відеопередавачі, відеоприймачі та контролери, які згодом планується запустити в серійне виробництво, що буде коштувати не більше ніж в Китаї.
Світові лідери брендів FPV-дронів визнали компанію Тимофія клієнтом № 1 по закупці механізмів FPV-спектру в 2024 році. Україна випередила США по закупці та стала найбільшим замовником.
У червні 2024 року Тимофій Соловйов розпочав свій музичний шлях як виконавець під іменем TIMA. Його дебютний трек «Крило», написаний на основі особистої історії, здобув популярність і став джерелом натхнення для багатьох слухачів. Відгуки від шанувальників та позитивна реакція слухачів на дебютний трек спонукали його рухатися далі. Кошти, отримані від прослуховувань, були спрямовані на благодійність.
За чотири місяці творчості пісні TIMA, серед яких «Хмари», «Падали», «Накривай», набрали мільйони прослуховувань на музичних платформах. 
У травні 2025 року TIMA презентував сингл «До зірок» — пісню про шлях до мрії попри сумніви та зневагу з боку оточення. Разом із треком вийшло офіційне відео до синглу.
За даними Forbes, у 2024 році виторг компанії RC STORE, що спеціалізується на виробництві та продажу FPV-дронів, склав 200 млн грн.

## Відзнаки
- 2022, подяка за сприяння в обороні країни під час російсько-української війни від окремого полку спеціального призначення ССО «АЗОВ» міста Києва.[22][23]
- 2022, медаль «Незламним героям російсько-української війни» з рук громадського діяча та підприємця Олександра Сопова.[24]
- 2023, нагрудний знак «за сприяння обороні Києва» та «Хрест підтримки» за свій внесок у підтримку українських військових.[3]
- 2023, нагрудний знак «За сприяння війську» від Головнокомандувача Збройних сил України Валерія Залужного.[25]

## Дискографія

### Сингли
| Рік  | Назва           |
| ---- | --------------- |
| 2024 | «Крило»         |
| 2024 | «Хмари»         |
| 2024 | «Падали»        |
| 2024 | «Накривай»      |
| 2024 | «Поряд нема»    |
| 2024 | «Незмінний»     |
| 2024 | «Мить Різдва»   |
| 2025 | «Мареві ночі»   |
| 2025 | «Там тільки ти» |
| 2025 | «До зірок»      |